# Poospiza ornata
Poospiza ornata là một loài chim trong họ Thraupidae.